# 天津市宝坻区北大附属实验学校
天津市宝坻区北大附属实验学校，简称北大宝坻实验学校，成立于2016年8月29日，为寄宿制民办学校，由北大青鸟文教集团独资举办，学校占地面积4.5万平方米，建筑面积2.2万平方米，位于天津市宝坻区南关大街20号，设有幼儿园、小学部、初中部、高中部。